# Meyerophytum globosum
Meyerophytum globosum är en isörtsväxtart som först beskrevs av L. Bol., och fick sitt nu gällande namn av Ihlenfeldt. Meyerophytum globosum ingår i släktet Meyerophytum och familjen isörtsväxter. Inga underarter finns listade i Catalogue of Life.